# Couleurs (club de moto)

Exemple de disposition des couleurs et des patchs :
1) nom du club
2) logo du club + MC (moto club)
3) pays, territoire, région ou ville
4) patch 1% identifiant les clubs 1%
5) titre spécial, surnom, nom du chapitre, nom de la charte
6) club/rang au sein du club
7) Side Rocker – Nom du chapitre régional, nom de la charte.

Les couleurs sont les insignes, ou patchs, portés par les membres d'un club de moto sur le kutte pour identifier les membres du club et indiquer sa localisation. Ces patchs sont portés par de nombreux Clubs, depuis les années 1960. Ils sont considérés par beaucoup comme les symbolises d'une classe à part parmi les motocyclistes. Ce style de décoration a été largement copié par d'autres sous-cultures et commercialisées,.
Les couleurs sont considérées comme représentant les «marqueurs caractéristiques de socialisation» des nouveaux membres du clubs et leur position dans le club. Ils représentent un attribut de l'identité dominante marquée par le symbolisme associé,. Ils peuvent se retrouver sous la forme de patchs brodés, cousus sur des vêtements ou fait au pochoir à la peinture. Le symbole principal est le back patch du club représentant les insignes ou le logo du club qui reste de manière générale la propriété du club. Le port de ces vêtements est appelé « flying one's colors ». Le terme a ses racines dans l'histoire militaire, à l'origine avec les couleurs régimentaires.

## Significations

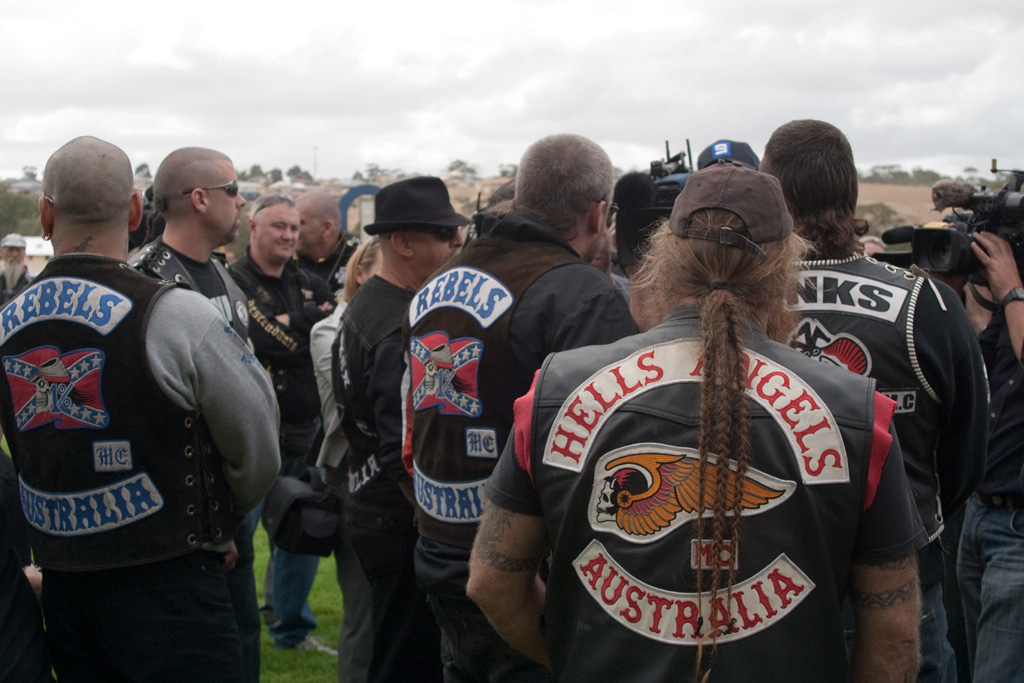
Plusieurs membres de clubs portant leurs couleurs.

Les couleurs permettent d'identifier le rang des membres au sein des clubs par rapport aux nouveaux membres, depuis les « prospects » jusqu'aux membres à part entière appelés « patch-holders ». Elles se composent généralement d'un patch en arc de cercle haut et bas appelé rocker, en raison de sa forme incurvée, avec le top rocker précisant le nom du club, le bottom rocker indiquant l'emplacement ou le territoire, et au centre, le logo du club, avec un quatrième, petit badge portant le sigle « MC » pour « moto club ».
Les patchs sont utilisés pour créer un lien social et des limites et, en général, appartiennent au club plutôt qu'à l'individu qui les porte. Leur port peut souvent conduire les individus à être refusé par des entreprises et des bars, et certains bars de motards ont une politique « sans couleurs », afin de réduire les conflits. La revendication d'un territoire par le port d'un bottom rocker peut conduire à des conflits violents avec un club rival, comme en 2015 lors de la fusillade de Waco, en partie causée par un club qui portait un patch « Texas » en bottom rocker.
Beaucoup de motards portant des couleurs proviennent de clubs de motocyclisme «axés sur la famille» agréés par l'American Motocycliste Association et portent des patchs d'une seule pièce pour se différencier des patchs en trois parties des motards hors la loi. Ceux-ci n'indiquent généralement pas un emplacement territorial. Le fabricant de motos Harley-Davidson a notamment adopté ce style dans son effort de valoriser son image de marque et le développement communautaire autour de son nom, le Harley owners Group.

## La loi et l'ordre des couleurs et/ou insignes
|  |  |

Pour les motards, l'identification visuelle d'un membre d'un club est indiqué par un grand patch de club ou un ensemble de patchs généralement situé au milieu du dos d'un gilet ou d'une veste. Le patch peut contenir le logo du club, le nom du club et le nom du chapitre.
Le side rocker, dans certains cas, peut signifier une revendication de territoire et peut parfois devenir une question litigieuse entre les gangs qui revendiquent le même territoire.
Dans la plupart des clubs de moto, le patch qui représente l'adhésion à l'organisation est souvent désigné comme « couleurs du club », ou simplement « les couleurs ». Chaque club a ses règles sur la façon dont les couleurs sont traitées et la façon dont il est approprié de les porter. Les clubs bien structurés ont des règlements qui dictent le comportement de leurs membres et donc le bon usage de leurs couleurs.

## Tatouages
Les tatouages peuvent également entrer dans la catégorie des couleurs du club tout comme les bijoux.

## Clubs 1%
La plupart des clubs « hors-la-loi », comme les Hells Angels ou les Bandidos, portent également un patch diamant 1 % pour signifier qu'ils font partie du 1 % des motards qui s'affranchissent des règles de la société.

## Signification de différents sigles
- 13 : 13e lettre de l'alphabet, soit M pour marijuana et/ou synonyme de 1 %. Pour les Pagans, le nombre 13 a une autre signification. Ce nombre est également connu pour être celui de la rébellion et un symbole de Satan : Judas aurait trahi Jésus un vendredi 13. Il semble aussi que le M « mem » des hébreux ait un sens caché (la mort).
- 666 : concernant les Hells, si l’un d’entre eux porte ce nombre, cela peut vouloir dire aussi qu’il fait partie de leur « groupe de combat » les Filthy Few auquel est ajouté Forever.
- 81 : Hells Angels (H huitième lettre de l'alphabetet A première lettre de l'alphabet). Cette idée de codage de lettres avec des chiffres est courante dans ce milieu comme les Choosen Few ou 36 au milieu du drapeau sudiste, un autre symbole rebelle par excellence.
- ACAB : All Cops Are Bastards
- AFFA : Angel Forever Forever Angel (porté par les Hells Angels)
- A&R : Amitié et Respect
- A.O.A. : patch triangulaire avec un doigt d'honneur sont les initiales de American Outlaws Association, par dérision vis-à-vis de l'AMA (American Motocycliste Association)
- B.A.C.A. : Bikers Against Child Abuse patch dorsal, bague ou tatouage sur les phalanges des doigts de la main.
- BFFB : Bandidos Forever Forever Bandidos
- CCC : Custom Chopper Club (regroupe des customs toutes marques)
- Crâne sur fond noir avec les yeux rouges ou bleus en fonction du sexe de la personne éliminée : le porteur a tué au nom de son club, n'est plus d'actualité pour éviter une possible arrestation ou des questions gênantes
- Doigt d'honneur avec nombreuses variantes et thèmes
- DFFL : Dope Forever Forever Loaded (drogue toujours, toujours défoncé)
- Eight Ball : pour les amateurs de billard, la boule n° 8 est la boule gagnante, il n'est pas étonnant qu'elle soit devenue un symbole militaire, certainement aussi celui de la chance. Mais il y a aussi une autre approche : huit se prononce eight. Il n'y a pas de différence dans la prononciation avec Hate qui veut dire détester, sous entendu pour les initiés détester les gens de couleur.
- FTW : Fuck The World. Des motards américains chrétiens ont aussi un patch FTW (à droite) mais qui pour eux signifie « For The World ». Il peut également signifier Forever Two Wheels (deux roues pour toujours).
- FTA : Fuck The Army. Nombreuses variantes comme FTP (Fuck The Police), FTG (Fuck The Government)
- GO TO HELL :  va en enfer
- In memory of…. : en mémoire d'un frère décédé (la forme et les couleurs du patch peuvent varier)
- ITCOB : I Took Care Of Business (j'ai réglé l'affaire) peut signifier beaucoup de choses mais en général c'est le meurtre d'un membre d'un gang rival
- LE : pour law enforcement (force de l'ordre en Français) regroupe des motards ou bikers issue pour la plus par des Forces de l'ordre. (Gunfighters, Shot Gun,Punishers, Blue Iron....)
- L&R : Loyalty and Respect
- MC : Motorcycle Club
- MCP : Moto Club Pirate (regroupe toutes les marques motos même non-customs)
- M.F. : Motorcycle Family ou association de plusieurs clubs ou membres de clubs 1 %
- NO MERCY : patch redouté par la police américaine car il signifie Pas de Pitié, le porteur de ce patch étant décidé à tout mettre en œuvre pour ne pas se faire arrêter. Trouve son origine lors du siège de Fort Alamo où les troupes du général Santa Anna chantaient un air populaire mexicain repris dans le western Rio Bravo et intitulé No Mercy.
- OBAB : Once Bandidos Always Bandidos
- OFFO : Outlaws Forever Forever Outlaws
- SUPPORT : lorsqu'un club se dit ouvertement support d'un MC 1 %
- T.C.B. : Taking Care of Business (s'occuper des affaires) patch des Pagans
- Property of… : tatouage ou patch pouvant être porté par les compagnes de longue date de membres du club sans en porter les couleurs.
- WINGS ou ailes, souvent présentes sous différentes formes sur les blousons, très forte connotation sexuelle. Les Hells Angels en sont à l'origine.
- WNATO : White Native Americans Only dans certains clubs 1 % encore d'actualité